# 山口茜 (1996年出生)
山口茜（日语：／ Yamaguchi Akane，1996年3月1日—），日本女性配音員。出身於東京都品川區。悟空所屬。父親是配音員山口勝平。身高165cm。O型血。

## 人物
興趣、特長：插圖、落語。
雖然她的名字的起源尚未公開透露，但「茜」這名字與其父親勝平在《亂馬½》中首次主演的女主角天道茜相同。她的哥哥，配音員山口龍之介的名字與《福星小子》裡的藤波龍之介的名字相同。

## 演出
粗體字表示主要角色。

### 電視動畫
2020年
- 半妖的夜叉姬（2020年—2021年，銀禍〈幼年〉、半妖之子、男孩子、少女）2系列[系列 1]

2021年
- 宇宙奇妙生物小鐵君（日语：宇宙なんちゃら こてつくん）（2021年—2023年，小玉[9]）
- 丸少爺（2021年—2025年，雷的孩子、小山武、胸罩喵、[10]、青鳥、廣播、真正的漫畫女神、女高中生 等）

2022年
- BORUTO -火影新世代- NARUTO NEXT GENERATIONS-（道蘇兒）
- Delicious Party ♡ 光之美少女（2022年—2023年，華滿倫）

2023年
- 麵包超人（2023年—2024年，貓美、河童卷小弟〈第5代〉、熊太）

2024年
- ONE PIECE（布露露）

### 電影動畫
- 深海生存！（日语：科学漫画サバイバルシリーズ）（2021年，近博士〈少年時期〉[2]）
- ONE PIECE FILM RED（2022年）
- 名偵探柯南：100萬美元的五稜星（2024年，接待員）
- 美妙寵物 光之美少女電影：心跳加速♡遊戲世界大冒險！（2024年，浣熊服務生）
- 麵包超人：小水滴的英雄！（日语：それいけ!アンパンマン チャポンのヒーロー!）（2025年，貓美）

### 有聲漫畫
- 朱音落語（2022年，櫻咲朱音[11]）

### 廣播節目
- 山口龍之介的大崎FREAK！（2021年10月1日、8日—，FM品川（日语：エフエムしながわ））[12]

## 腳註

## 外部連結
- 山口茜｜悟空 （日語）
- 山口茜的X（前Twitter） （日語）